# نوكاردية آسيوية
نوكاردية آسيوية (الاسم العلمي: Nocardia asiatica) هي نوع من البكتيريا تتبع جنس النوكاردية من فصيلة النوكارديات.